# آيا كودا
ايا كودا (幸田文) 1 سبتمبر 1904 - 31 اكتوبر 1900) كاتبة يابانية للروايات والقصص القصيرة والمقالات، كانت ابنة الكاتب روهان كودا، من بين أعمالها الأكثر شهرة رواية 1955 Nagareru.

## سيرة شخصية
وُلدت كودا في تراجيما، مينامي كاتسوشيكا غون في طوكيو وهوي الطفلة الثانية لروهان كودا وزوجته كيميكو. فقدت والدتها وهي في الخامسة من عمرها وفي العام التالي فقدت أختها الكبرى وأخوها الأصغر في وقت لاحق. كانت علاقتها مع زوجة أبيها يايوكو صعبة بالرغم من أنها مطلعة وشاعرة ومسيحية متدينة ولكنها تعاني من الروماتيزم وغير قادرة على إدارة منزل.  بعد رسوبها في امتحانات القبول في المدرسة العادية العليا للمرأة بطوكيو دخلت مدرسة جوشيجاكوين وهي مدرسة ثانوية مسيحية للبنات وتخرجت في عام 1922. تزوجت من ابن تاجر جملة ساكي في سن 24 لكنها انفصلت بعد 10 سنوات وعادت مع ابنتها تاما لتعيش مع والدها. في السنوات التالية التي طغت عليها الحرب العالمية الثانية كانت تدير منزل والدها المريض حتى وفاته في عام 1947 (توفيت زوجة أبيها التي كانت تعيش بعيدًا عن زوجها قبل ذلك بعامين).
كانت أولى أعمال كودا التي كتبت بناءً على طلب الناشرين عندما كانت في الثالثة والأربعين من عمرها هي مذكرات عن الحياة مع والدها الشهير وهي تشمل شيشي: سونو شي (أشعلت "موت أبي") وزكي (أشعلت "ملاحظات عشوائية"). لقيت إشادة من النقاد وطلبات الناشرين المستمرة وواصلت أعمالها مثل ميسوكاسو (مضاءة "تفل ميسو") وكوسا نو هانا (أشعلها "زهور في العشب") وغيرها من الروايات عن طفولتها وسنوات المراهقة. كان الموضوع المتكرر في كتاباتها هو شعورها بالنقص؛ ليس فقط من والدها المتطلب ولكن أيضًا من خلال مقارنة نفسها بأختها التي تبدو المفضلة وعمتيها وكلاهما موسيقيان درسا في الخارج.
تناولت قصص وروايات ومقالات كودا القصيرة اللاحقة حياة المرأة والعلاقات الأسرية والثقافة التقليدية وغالبًا ما كان يُقرأ رواياتها على أنها سيرتها الذاتية (jidenteki shōsetsu)، ساهمت قصصها في إزالة الحدود بين كتابة المقالات والتخيلات، في القصة القصيرة "الميدالية" التي تسرد أول امرأة روائية الاهتمام الذي تلقاه والدها روهان بعد حصوله على وسام الاستحقاق الثقافي الأول؛ حيث تقوم بنفسها بأعمال العمال من أجل المتجر الذي تديره مع زوجها ناجاريرو (أشعلت. "تدفق")، أما رواية خادمة منزلية تعمل في منزل للغييشا فاستخدمت خبرات كودا كخادمة في منزل الغيشا في منطقة ياناغيباشي في أوائل الخمسينيات من القرن الماضي ، بينما كان الشاب المضطرب في اوتوتو (مضاءً "بالأخ الصغير") على أساس شقيقها الأصغر إشيرو. بالإضافة إلى أعمالها الأدبي فقد قامت بتحرير مجموعات من مقالات ورسائل والدها.
تم اختيار كودا كعضو في أكاديمية الفنون اليابانية في عام 1976 وأمضت الكثير من سنواتها الأخيرة في محاولة لجمع الأموال لترميم باغودا معبد هورين جي وكتابة مقالات حول موضوع الأشجار والانهيارات الأرضية. توفيت عام 1990 بسبب قصور في القلب، ابنتها تاما أوكي (مواليد 1929)، التي تشمل كتبها كويشيكاوا لا أي (مشتعلة "المنزل في كويشيكاوا") عن الوقت الذي تعيش فيه مع جدها روهان وحفيدتها ناو اوكي (مواليد 1963) هي أيضًا الكتاب.

## أعمال محددة
يشير العام إلى أقرب تاريخ نشر.
- 1947: شين (終 焉)
1947: Sōsō no ki (葬送 の 記)
- 1947: زكي (雑 記)
1948: شظايا (欠 片 ، كاكيرا)
1949: شيشي: سونو شي (父 そ の 死)
1949: الميدالية (勲 章 ، كونشو)
- 1949: ميسوكاسو (み そ っ か す)
1950: كونا كوتو (こ ん な こ と)
1951: كوسا نو هانا (草 の 花)
1951: الشعر (髪 ، كامي)
1954: The Black Kimono المعروف أيضًا باسم The Black Hems (黒 い 裾 ، كوروي سوسو)
1955: ناجاريرو (流 れ る)
1955: دمى الملقب دمى ليوم خاص (雛 ، هينا)
1956: أوتو (お と う と)
1965: Tō (闘)
1966: صديق مدى الحياة (Mono iwanu issho no tomo)

## الجوائز
1956: جائزة يوميوري عن ثوب الكيمونو الأسود
1956: جائزة شينشو الأدبية عن Nagareru
1957: جائزة أكاديمية الفنون اليابانية عن Nagareru
1973: جائزة Joryū Bungaku Sh الأدبية عن Tō

## إرث
تم تكييف روايات Kōda Nagareru و Otōto مرارًا وتكرارًا للفيلم والمسرح والتلفزيون بما في ذلك أفلام Flowing لـ Mikio Naruse في عام 1956 وشقيقها بواسطة Kon Ichikawa في عام 1960.

## الأعمال المترجمة
كودا ، آية (1970). "الكيمونو الأسود". قصص قصيرة يابانية حديثة. ترجمه Seidensticker، E.G. منشورات اليابان.
كودا ، آية (1993). "الميدالية ، الشعر ، الجسد الأسود ، الدمى". كتابات كودا آية ابنة أدبية يابانية. ترجمه تانسمان ، مطبعة جامعة آلان إم ييل. ردمك 9780300057249.
كودا ، آية (1999). "شظايا ، ميدالية ، دمى ليوم خاص ، صديق مدى الحياة". المرآة: رواية ومقالات كودا آية. ترجمه شريف ، آن. مطبعة جامعة هاواي. ردمك 9780824821814.
كودا ، آية (2014). "المطبخ ، قطرات المطر ، تذكار الموسم". مختارات كولومبيا من المقالات اليابانية: Zuihitsu من القرن العاشر إلى القرن الحادي والعشرين. ترجمه كارتر ، مطبعة جامعة ستيفن دي كولومبيا. ردمك 9780231167710.

## روابط خارجية
- ريتشي، دونالد (18 يناير 2000). "ايا كودا: ابنة مطيعة ونسوية". اليابان تايمز. مؤرشف من الأصل في 2023-01-13. اطلع عليه بتاريخ 2022-06-30.